# Stephanie Liebl
Stephanie Christine Liebl (* 17. Januar 1993 in München) ist eine deutsche Schauspielerin.

## Leben
Liebl absolvierte ihre Schauspielausbildung von 2016 bis 2020 an der Akademie für Darstellende Kunst Bayern, die sie als staatlich geprüfte Schauspielerin abschloss.
Bereits während der Ausbildung wirkte sie in Inszenierungen des Akademietheater Regensburg sowie in verschiedenen Film- und Fernsehproduktionen mit, darunter die ZDF-Erfolgsserie Die Rosenheim-Cops (Folge 457) und die Kinofilme Austreten (2017) und Ausgrissn! In der Lederhosn nach Las Vegas (2020). Daraufhin folgten Theaterengagements in Bremen und Regensburg und Tätigkeiten als Radiomoderatorin, unter anderem bei Radio Gong 96.3, und Sängerin.
Seit 2023 widmet sich Stephanie Liebl wieder verstärkt der Arbeit bei Film & Fernsehen und stand seitdem u. a. für die ARD-Erfolgsserie Hubert ohne Staller sowie für Die Rosenheim-Cops und die TV-Reihe Frühling vor der Kamera.

## Filmografie (Auswahl)
Kino
- 2017: Austreten
- 2020: Ausgrissn! In der Lederhosn nach Las Vegas
- 2024: Dream Theatre

Fernsehen
- 2012: Dahoam is Dahoam
- 2012: Lebenslänglich Mord – Kommissar Wilflings Kriminalfälle
- 2019: Die Rosenheim-Cops (Folge 457)
- 2023: Hubert ohne Staller
- 2023: Die Rosenheim-Cops
- 2024: Frühling – Das Versteck

Kurzfilm
- 2013: Nacht Zug
- 2017: Unvergessen
- 2019: Layers
- 2023: Munich on Sunday

## Theater (Auswahl)
- 2017: Der verkaufte Großvater, Akademietheater Regensburg
- 2018: Der kleine Horrorladen, Akademietheater Regensburg
- 2018: Kabale und Liebe, Akademietheater Regensburg
- 2019: Nachtasyl, Akademietheater Regensburg
- 2021: Sonne, Sand & Sylt, Weyher Theater
- 2021: Kalenderboys, Boulevardtheater Bremen
- 2021: Die Feuerzangenbowle, Boulevardtheater Bremen
- 2022: Die Feuerzangenbowle, Boulevardtheater Bremen
- 2022: Don Camillo und Peppone, Turmtheater Regensburg
- 2024: Der Räuber Hotzenplotz, Kleines Theater Haar
- 2025: Mein Blind Date mit dem Leben, a.gon Theater München

## Hörbücher
- Angelika Schwarzhuber – Das Weihnachtswunder (Schau Hi Films & BMN Bavarian Music Network, 2020)

## Auszeichnungen
- 2018: Camgaroo Award: Spielfilm Sonderpreis für Austreten
- 2020: Camgaroo Award: Bester Doku-Spielfilm für Ausgrissn! – In der Lederhosn nach Las Vegas